# Raderfordijeve anorganske spojine
Iskanje raderfordijevih spojin je zaradi kratke razpolovne dobe vseh njegovih izotopov zelo oteženo. Edina do sedaj znana spojina je RfF62−.